# Adult Swim
 (транскр.  Адалт свим; стилизовано као [adult swim]) је амерички ноћни програмски блок за одрасле на кабловској мрежи Cartoon Network који је програмиран у свом продукцијском студију, Williams Street.
Adult Swim често емитује садржај са анимацијом за одрасле, псеудодокументарне комедије, скечеве и пилоте. Серија блока познате су по својим сексуалним темама, искреним сексуалним дискусијама, голотињом, јаким језиком и графичким насиљем. Многи од његових програма су естетски експерименталне, трансгресивне, импровизоване и надреалистичке природе. Adult Swim уговорио је уговоре са разним студијима познатим по својим продукцијама у апсурдној и шок комедији.